# Artūras Žulpa
Artūras Žulpa (ur. 10 czerwca 1990) – litewski piłkarz grający na pozycji defensywnego pomocnika. 

## Kariera klubowa
Swoją karierę piłkarską Žulpa rozpoczął w klubie FC Vilnius. W 2007 roku zadebiutował w nim w rozgrywkach pierwszej ligi litewskiej. W 2009 roku przeszedł do innego klubu z Wilna, FK Vėtra. W sezonie 2009 wywalczył z nim wicemistrzostwo Litwy. W połowie 2010 roku został zawodnikiem Kruoji Pokroje. Zadebiutował w niej 6 sierpnia 2010 w wygranym 3:0 wyjazdowym meczu z Bangą Gorżdy. W Kruoji grał do końca 2012 roku.
Na początku 2013 roku Žulpa przeszedł do klubu Žalgiris Wilno. Swój debiut w nim zaliczył 12 marca 2013 w przegranym 0:2 domowym meczu z Atlantasem Kłajpeda. W sezonie 2013 wywalczył z Žalgirisem dublet - mistrzostwo oraz Puchar Litwy. W sezonie 2014 powtórzył z Žalgirisem to osiągnięcie.
W 2015 roku Žulpa został piłkarzem kazachskiego klubu FK Aktöbe. Swój debiut w nim zanotował 7 marca 2015 w zremisowanym 1:1 domowym spotkaniu z FK Atyrau.
| Sezon | Klub           | Kraj       | Rozgrywki     | Mecze |   |
| ----- | -------------- | ---------- | ------------- | ----- | - |
| 2007  | FC Vilnius     | Litwa      | A lyga        | 4     | 0 |
| 2008  | FC Vilnius     | Litwa      | A lyga        | 0     | 0 |
| 2009  | FK Vėtra       | Litwa      | A lyga        | 10    | 1 |
| 2010  | FK Vėtra       | Litwa      | A lyga        | 16    | 0 |
| 2010  | Kruoja Pokroje | Litwa      | A lyga        | 5     | 1 |
| 2011  | Kruoja Pokroje | Litwa      | A lyga        | 29    | 7 |
| 2012  | Kruoja Pokroje | Litwa      | A lyga        | 32    | 7 |
| 2013  | Žalgiris Wilno | Litwa      | A lyga        | 27    | 0 |
| 2014  | Žalgiris Wilno | Litwa      | A lyga        | 30    | 3 |
| 2015  | FK Aktöbe      | Kazachstan | Priemjer-Liga |       |   |

## Kariera reprezentacyjna
W reprezentacji Litwy Žulpa zadebiutował 7 czerwca 2013 w przegranym 0:1 meczu eliminacji do MŚ 2014 z Grecją, rozegranym w Wilnie, gdy w 73. minucie zmienił Sauliusa Mikoliūnasa.